# Dingolshausen
Dingolshausen es una localidad situada a 3 km al este de Gerolzhofen, en la Baja Franconia, Alemania. Tiene una población de unos 1.200 habitantes.

## Historia
Dingolshausen tuvo en la Edad Media una gran importancia regional. La existencia de un palacio y de una oficina administrativa así como el mercado que se realizó hasta 1345 anualmente son una prueba de ello.
El primer documento donde se menciona la existencia de Dingolshausen data del 1165.
En 1631, durante la guerra de los 30 años, la ciudad fue incendiada por soldados suecos.
En 1796 la ciudad es nuevamente incendiada, esta vez por las tropas napoleónicas.
En 1814 se produce la incorporación al reino (posteriormente estado) de Baviera.

## Atractivos
Dingolshausen es un punto de partida óptimo para jornadas de caminata y bicicleta al bosque Steigerwald, sea al monte Zabelstein o a las ruinas de Stollburg. 
Entre los principales atractivos se encuentran la iglesia católica de San Lorenzo y San Sebastián (St. Laurentius und St. Sebastian), los restos de una torre de 1417 (Torre de Julius-Echter) y un edificio renacentista de 1600.
En agosto es conocida la peregrinación mariana a la Capilla de Bischwind.
Entre los eventos más concurridos se encuentran el "Mercado del vino" el primer fin de semana de mayo y la "Fiesta del Vino" el primer fin de semana de agosto.